# 북안 나들목
북안 나들목(Bugan IC)은 경상북도 영천시 북안면 반계리에 설치된 영천상주고속도로의 8번 교차로이다. 하이패스 전용 나들목이기 때문에 북안 하이패스 나들목이라고도 불리며, 다른 명칭으로는 북안 간이 나들목이라고 부르기도 한다. 상주방향 진입과 영천방향 진출만 가능하다.
영천상주고속도로 착공 당시 계획에 없었던 나들목이며, 인근에 영천 분기점이 설치될 예정이지만 북안면 지역으로 진출입로가 설치되지 않을 계획이었다. 이 때문에 고속도로 건설 사업 초기인 2012년에 북안면 발전위원회와 이춘우 영천시의원이 나서 부산지방국토관리청 등에 나들목 설치를 적극 건의했고, 2013년에는 김영석 영천시장도 부산지방국토관리청을 방문해 간이 나들목 설치를 건의했다. 이를 통해 서군위 나들목과 함께 나들목 설치가 허가되어 착공되었으며, 2017년 6월 28일에 개통되었다.

## 연혁
- 2016년 4월 6일 : 2017년 6월 27일까지 나들목 설치를 위해 영천시 도시계획시설 교통광장에 북안면 반계리 일원을 북안(간이) 하이패스 나들목으로 고시[3]
- 2017년 6월 28일 : 상주영천고속도로 개통과 함께 영업 개시[4]

## 구조물 정보
- 위치 : 경상북도 영천시 북안면 반계리
- 영업소 : 경상북도 영천시 북안면 돌할매로 128-24

## 접속하는 도로
- 돌할매로
- 간접 연결 : 국도 제4호선 (대경로, 반정 교차로 이용)
- 간접 연결 : 지방도 제921호선 (운북로, 반정 교차로 이용)

## 교통량 정보
북안 나들목에서 진출하는 차량은 영천 요금소에서 요금 수납이 이루어지기 때문에 북안 나들목 요금소를 빠져나갈 때 별도의 요금이 부과되지 않는다.
| 요금소        | 통행량 (대/일) | 통행량 (대/일) | 통행량 (대/일) | 각주  |
| 요금소        | 2017년         | 2018년         | 2019년         | 각주  |
| ------------- | -------------- | -------------- | -------------- | ----- |
| 북안 (폐쇄식) | 0              | 0              | 0              | [ 5 ] |